# Грабіжницьке кредитування
Грабіжницьке кредитування — нав'язування позичальникам несправедливих або протиправних умов позики. Класичним прикладом такого кредитування є встановлення надзвичайно високих відсотків за користування кредитними коштами. Таке кредитування належить до неетичної практики, що проводять окремі кредитні організації під час надання позики, плата за якою є несправедливою, оманливою або шахрайською. В аудиторському звіті офісу генерального інспектора Федеральної корпорації страхування депозитів США (англ. FDIC) 2006 року грабіжницьке кредитування (англ. predatory lending, дослівний переклад — «хижацьке кредитування») було визнано серйозним викликом. Існують закони проти деяких конкретних практик, які зазвичай ідентифікуються як грабіжницькі.
Види кредитування, які називають грабіжницькими, включають кредити до зарплати, окремі типи кредитних карток, переважно субстандартних, або інші форми споживчих кредитів (знов-таки, часто субстандартні) та овердрафт, коли процентні ставки вважаються невиправдано високими. Хоча грабіжницькі позикодавці найімовірніше націлені на менш освічених, бідних, расових меншин та людей похилого віку, жертви хижих позик представлені в усіх демографічних групах. Постійне виникнення хижацьких позик можна розглядати як лакмусовий папір на ефективність благодійних позик, спрямованих на сприяння підприємництву. Там, де такі благодійні ініціативи з надання позик (мікрофінансування) широко доступні, кредитні акули та інші хижі кредитори не повинні продовжувати процвітати.
Грабіжницьке кредитування відбувається за позиками, забезпеченими заставою, наприклад, автомобілем чи будинком. Коли позичальник не сплачує кредит чи відсотки за ним, позикодавець може накласти стягнення на заставу й продати заставлене майно. Кредиторів можуть звинуватити в обмані позичальника на думку, що процентна ставка нижча, ніж вона є насправді, або що платоспроможність позичальника вища, ніж є насправді. Кредитор або інші особи як агенти позикодавця цілком можуть отримати прибуток від повернення у власність або звернення стягнення на заставу.

## Несправедливі практики кредитування
Існує багато практик надання позик, які називають жорстокими та позначають терміном «грабіжницьке кредитування»:
- Короткострокові позики з непропорційно високою платою, такі як кредити до зарплати, збори за прострочення кредитної картки, комісії за овердрафт на рахунку та позики щодо повернення податків, коли за короткий строк кредиту передбачено комісії, а ставка (в перерахунку на річний відсоток) значно перевищує ринкову (навіть для позик із високим ризиком).
- Невиправдане ціноутворення на основі ризику. Така практика вимагає більшої плати за кредит (у формі вищих процентних ставок і зборів), якщо позикодавець визначив кредитний ризик як збільшений. Кредитна галузь стверджує, що ціноутворення на основі ризику є законною практикою; оскільки можна очікувати, що частина позик, наданих менш кредитоспроможним позичальникам, не буде виплачена, отже, необхідно підвищити відсоток, щоб отримати визначену дохідність портфеля в цілому. Деякі групи споживачів стверджують, що вищі відсотки, які платять більш вразливі споживачі, не завжди можуть бути виправдані підвищеним кредитним ризиком.
- Страхування кредиту з одноразовою премією. Це придбання страховки на виплату позики в разі смерті покупця житла. Така страховка дорожча за інші форми страхування, оскільки не передбачає медичних оглядів, але клієнтам майже ніколи не надають вибору, оскільки зазвичай позикодавець не має ліцензії на інші види страхування. Крім того, це страхування, як правило, фінансується коштом позики, що призводить до того, що позика стає дорожчою, але водночас спонукає людей купувати страховку, оскільки їм не потрібно платити за неї окремо.
- Замовчування можливості обговорити ціну позики. Багато кредиторів узгоджують структуру цін на позику з позичальниками. У деяких ситуаціях позичальники можуть домовитись про зниження процентної ставки чи інших витрат за позикою. Прихильники споживачів стверджують, що позичальники, особливо нехитрі позичальники, не усвідомлюють своєї здатності вести переговори і навіть можуть мати помилкове враження, що позикодавець ставить інтереси позичальника вище власних. Таким чином, багато позичальники не користуються своєю здатністю вести переговори.
- Замовчування суттєвих умов позики, особливо у випадках, коли залучений нехитрий позичальник. Іпотечні позики — це складні операції, в яких беруть участь різні сторони та оформлюють десятки сторінок юридичних документів. У найбільш кричущих випадках кредитори або брокери не тільки вводили в оману позичальників, але й змінювали документи після їх підписання.

## В Україні
З 1 липня 2020 року в Україні набув чинності закон про «спліт». З цього моменту регулювати діяльність небанківських фінансових компаній і контролювати їхню роботу почав НБУ. До небанківських фінансових компаній відносяться ломбарди, кредитні спілки, страхові та колекторські компанії, а також багато інших, які мають справу з грошима населення.